# Галерея Героев Советского Союза
Галерея Героев Советского Союза — мемориальный комплекс в Петрозаводске, посвящённый 28 Героям Советского Союза — уроженцам Карелии. Был открыт 29 октября 1977 года. Комплекс расположен в сквере на пересечении улиц Антикайнена и Красной. Авторы мемориала — архитектор Эрнст Воскресенский, скульптор Людвиг Давидян, художник Эдгар Григорян, инженер Ю. Губин.
Весной 2010 года была проведена реконструкция галереи, в ходе которой был добавлен портрет В. Н. Пчелинцева.
Является объектом культурного наследия Республики Карелия.

## Описание
Мемориальный комплекс представляет собой три бетонные секции, облицованные кварцитом, расположенные по краям круглой ступенчатой платформы. На внутренних поверхностях секций установлены плиты с выгравированными портретами Героев Советского Союза — уроженцев Карелии. На внешней стороне галереи расположены надписи «Подвиги героев будут вечно жить в памяти народной» и «Галерея Героев Советского Союза, наших земляков». На центральной секции выполнено рельефное изображения медали «Золотая звезда». В центре композиции находится фонтан.

## Список Героев
- Александров, Фёдор Михеевич
- Артамонов, Иван Ильич
- Артемьев, Тимофей Никифорович
- Афанасьев, Алексей Николаевич
- Басков, Владимир Сергеевич
- Варламов, Николай Гаврилович
- Дорофеев, Александр Петрович
- Зайцев, Василий Михайлович
- Крылов, Фёдор Михайлович
- Лисицына, Анна Михайловна
- Машаков, Александр Родионович
- Мешков, Иван Андреевич
- Мелентьева, Мария Владимировна
- Омелин, Николай Титович
- Падорин, Юрий Иванович
- Пашков, Александр Павлович
- Пашков, Андрей Никитович
- Петров, Пётр Михайлович
- Пчелинцев, Владимир Николаевич
- Репников, Николай Фёдорович
- Ригачин, Николай Иванович
- Румянцев, Александр Евдокимович
- Рябов, Михаил Тимофеевич
- Тикиляйнен, Пётр Абрамович
- Торнев, Иван Петрович
- Филиппов, Василий Макарович
- Фофанов, Алексей Иванович
- Шельшаков, Фёдор Афанасьевич